# قهوه عاج سیاه

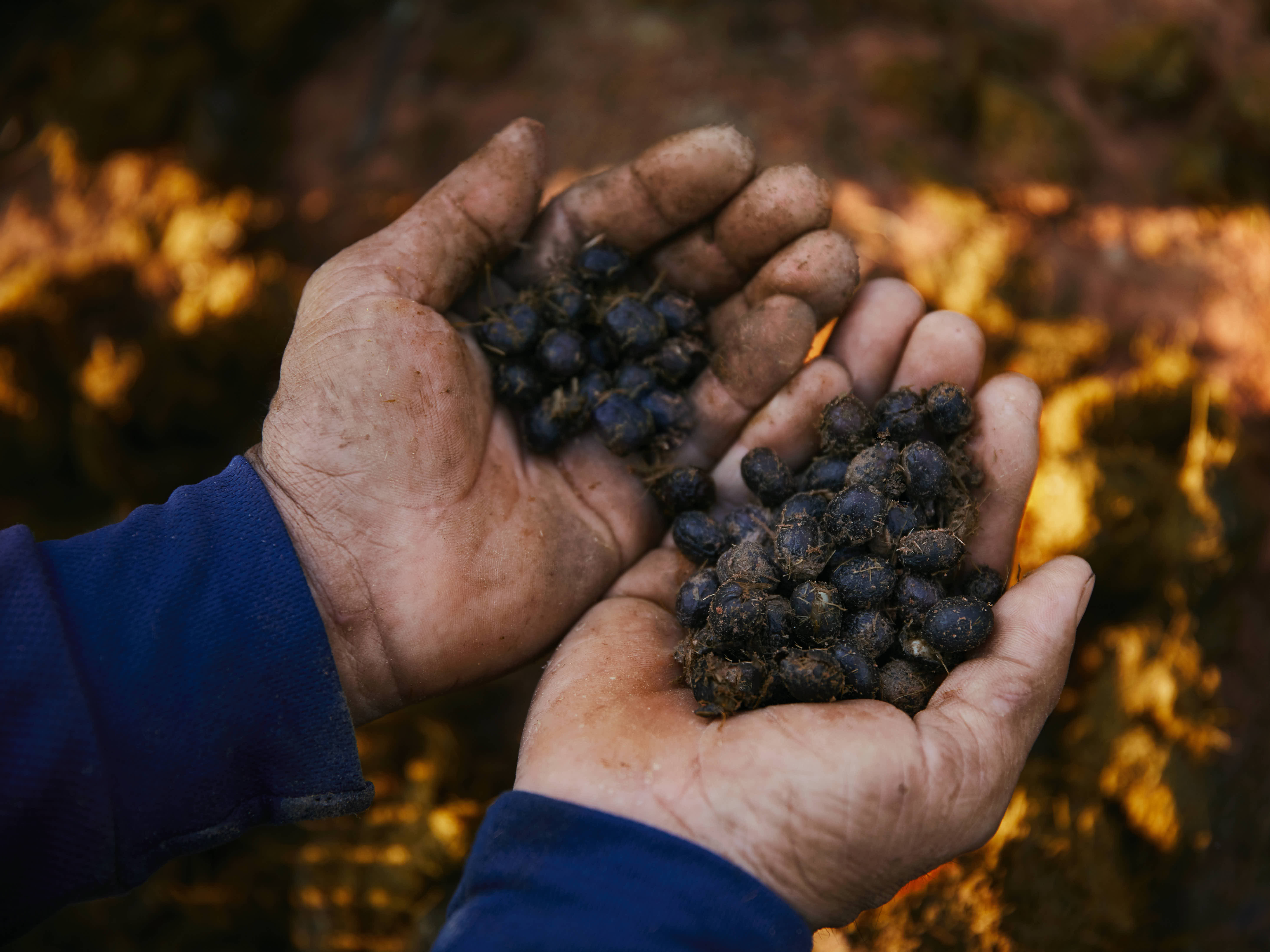
دانه‌های قهوه عاج سیاه.

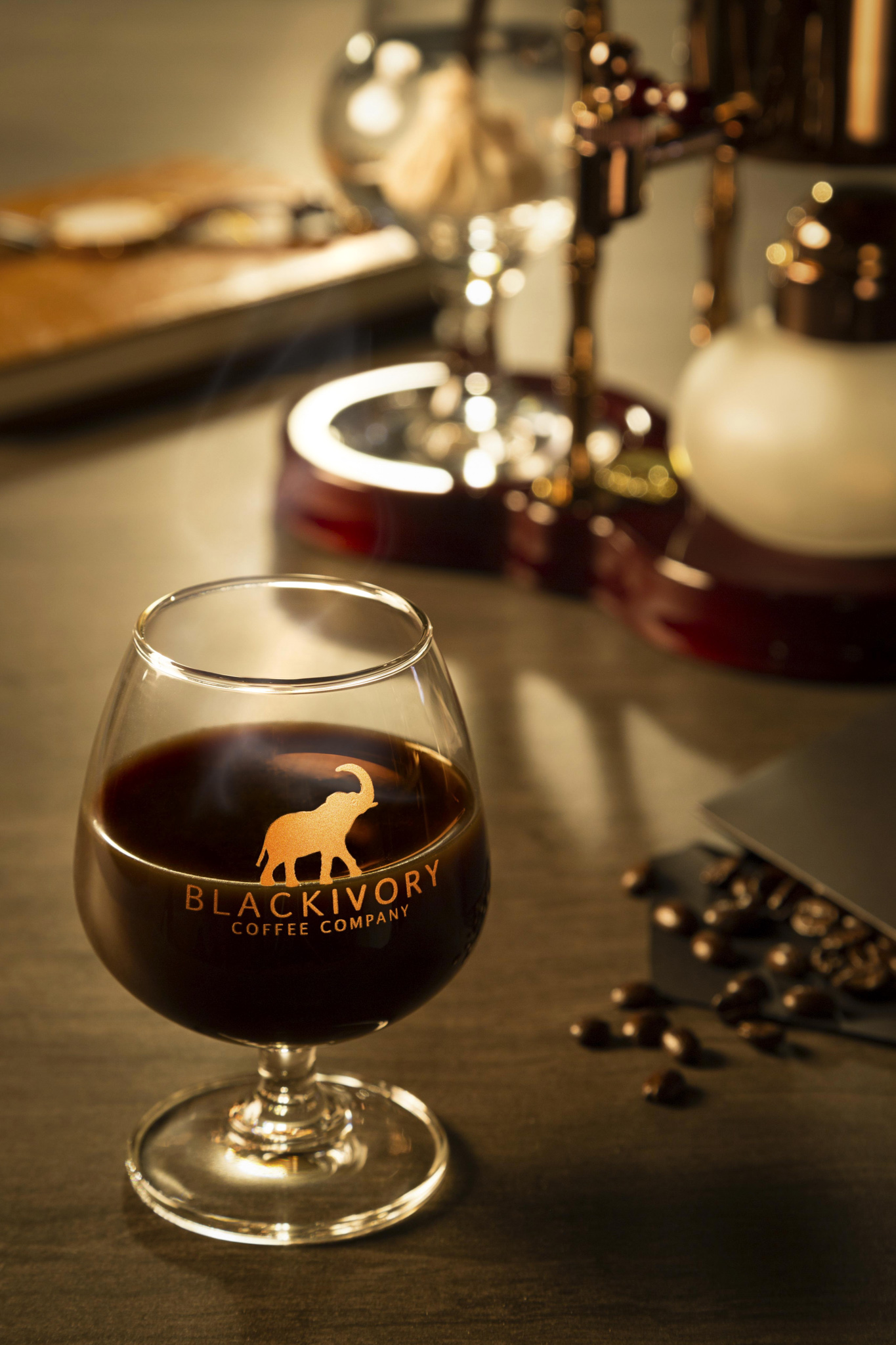
یک لیوان قهوه عاج سیاه.

قهوه عاج سیاه (انگلیسی: Black Ivory Coffee) یک برند قهوه است که توسط کمپانی قهوه عاج سیاه با مسئولیت محدود در شمال تایلند تهیه شده‌است. قهوه عاج سیاه از دانه‌های قهوه عربیکا تولید می‌شود. دانه‌های قهوه ابتدا توسط  فیل‌ها مصرف شده و سپس از مدفوع آنها جمع‌آوری و فراوری می‌شود.
طعم قهوه عاج سیاه تحت تأثیر آنزیم‌های هضم‌کننده موجود در سیستم گوارشی فیل است که پروتئین قهوه را تجزیه می‌کند و همچنین، طعم آن تحت تأثیر فرایند تخمیر طبیعی در معده فیل‌ها نیز قرار می‌گیرد.
دانه‌های قهوه در طی ۱۵ تا ۷۰ ساعت با مواد مختلف دیگری که در معده فیل وجود دارد هضم می‌شوند. این فرایند باعث به وجود آوردن طعم خاصی در محصول نهایی می‌شود.

## دسترسی
قهوه عاج سیاه به عنوان «بسیار نرم و بدون تلخی قهوه معمولی» معرفی شده‌است و با قیمت ۲۰۰۰ دلار در هر کیلوگرم در میان گران‌ترین قهوه‌های دنیا قرار دارد.
این قهوه در چند هتل مجلل با قیمت ۵۰ دلار به ازای هر فنجان و همچنین از طریق وب سایت اینترنتی در دسترس است.
سالانه به‌طور میانگین ۱۵۰ کیلوگرم از این قهوه تولید می‌شود.